# نام ژاپنی

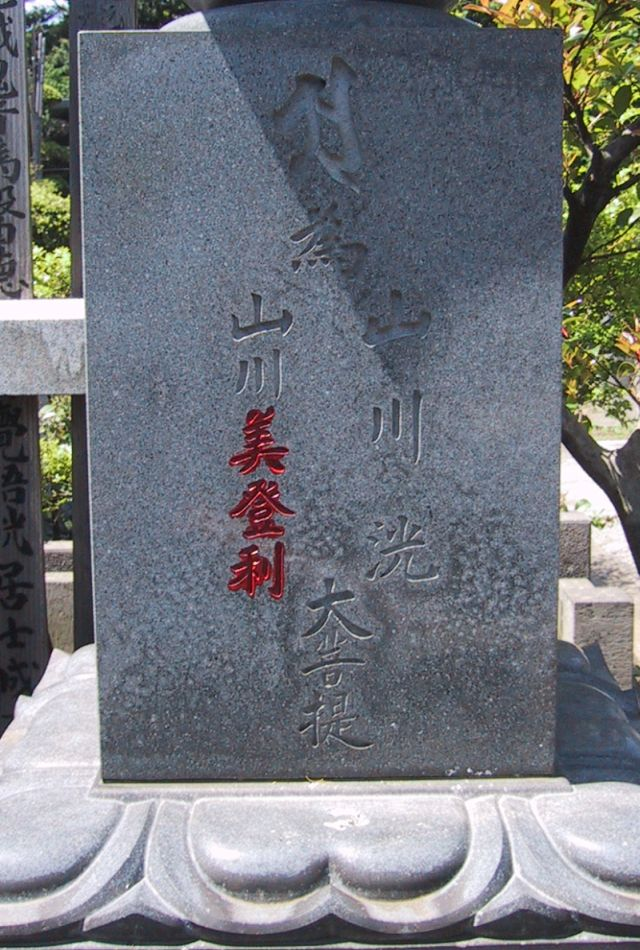
نام نوشته شده ژاپنی روی یک سنگ قبر

نام ژاپنی (به ژاپنی: 日本人の氏名 Nihonjin no Shimei) ابتدا نام خانوادگی و سپس نام کوچک فرد آورده می‌شود. نام ژاپنی معمولاً با کانجی نوشته می‌شود.